# Mária Jasenčáková
Mária Jasenčáková (* 21. října 1957, Spišská Sobota, Československo) je bývalá československá a slovenská sáňkařka. Zúčastnila se pěti zimních olympijských her. 3× reprezentovala Československo (1980, 1984 a 1992) a 2× Slovensko (1994 a 1998). Nejlepšího umístění dosáhla na ZOH 1980 v Lake Placid, kde obsadila deváté místo.